# Jacques Anquetil
Jacques Anquetil (født 8. januar 1934 i Mont-Saint-Aignan, død 18. november 1987 i Rouen) var en fransk cykelrytter og den første til at vinde Tour de France fem gange.

## Cykelkarriere

### Amatørkarriere
Som blot 18-årig deltog han i 1952 i OL i Helsinki, hvor han kørte landevejsløbet, både den individuelle konkurrence og holdkonkurrencen; sidstnævnte blev afgjort som den samlede tid for de tre bedste fra hvert hold. Anquetil blev nummer 12 individuelt som den bedste franske rytter og var dermed med til at sikre fransk bronze i holdkonkurrencen efter Belgien (nummer 1, 2 og 4 individuelt) samt Italien (5, 6 og 7); Anquetils holdkammerater, der talte i holdkonkurrencen, var Alfred Tonello og Claude Rouer (nummer 13 og 23).

### Professionel karriere
Anquetil blev professionel i 1953 og kørte frem til 1969 på forskellige hold. Allerede samme år vandt han Grand Prix des Nations; en bedrift han gentog yderligere otte gange, heriblandt seks år i træk (1953-1958) samt 1961 og 1965-1966.
I 1957 vandt han første gang Tour de France efter undervejs at have vundet fire etaper. Han vandt også løbet i 1961, 1962, 1963 og 1964, en bedrift der senere blev gentaget af Eddy Merckx, Bernard Hinault og Miguel Indurain sidstnævnte vandt fem gange i træk.
Anquetils største rival i Tour de France var de fleste gange landsmanden Raymond Poulidor, og blandt deres mindeværdige tvekampe var kørslen op af Puy de Dôme i 1964. Situationen var, at Anquetil førte, men blot 56 sekunder foran Poulidor. De to fulgtes ad næsten til toppen, hvor Poulidor til sidst kørte fra Anquetil, men skønt Anquetil var næsten bevidstløs kæmpede han sig over stregen og beholdt den gule førertrøje, som han så kunne forsvare til mål. Anquetil vandt desuden Giro d'Italia to gange (1960 og 1964) samt Vuelta a España en gang (1963). Derudover vandt han en række andre løb, heriblandt endagesløbene Liège-Bastogne-Liège og Gent-Wevelgem og etapeløbene Paris-Nice (fem gange) og Dauphiné-Libéré (to gange). Han vandt Super Prestige Pernod-prisen som årets bedste cykelrytter fire gange. Den største skuffelse i hans professionelle karriere var, at det aldrig lykkedes ham at blive verdensmester, selv om han i 1966 blev nummer to, slået i spurten af vesttyske Rudi Altig.
Anquetil var især kendt som en fremragende enkeltstarter, med hvilke han grundlagde sine samlede sejre; han var også en god bjergrytter, men ikke nogen stor sprinter, hvilket netop kostede ham VM-titlen.